# Prószków (gmina)
Prószków (niem. Gemeinde Proskau; daw. gmina Pruszków) – gmina miejsko-wiejska w województwie opolskim, w powiecie opolskim. W latach 1975–1998 gmina położona była w województwie opolskim. W 2006 roku w gminie wprowadzono język niemiecki jako język pomocniczy a w 2010 dwujęzyczne nazewnictwo geograficzne dla wszystkich samodzielnych miejscowości (od 2011, kiedy uzgodniono nazwę dla Przysieczy).
Siedziba gminy to Prószków.
Według danych z 30 czerwca 2004 gminę zamieszkiwało 9860 osób.
1 stycznia 2017 z gminy odłączono miejscowość Winów, włączając ją do Opola. Ludność gminy zmalała o 713 mieszkańców a powierzchnia o 2,79 km².

## Struktura powierzchni
Według danych z roku 2002 gmina Prószków ma obszar 121,23 km², w tym:
- użytki rolne: 55%
- użytki leśne: 34%

Gmina stanowi 7,64% powierzchni powiatu.

## Demografia
Dane z 30 czerwca 2004:
| Opis                              | Ogółem | Ogółem | Kobiety | Kobiety | Mężczyźni | Mężczyźni |
| --------------------------------- | ------ | ------ | ------- | ------- | --------- | --------- |
| jednostka                         | osób   | %      | osób    | %       | osób      | %         |
| populacja                         | 9860   | 100    | 5184    | 52,6    | 4676      | 47,4      |
| gęstość zaludnienia (mieszk./km²) | 81,3   | 81,3   | 42,8    | 42,8    | 38,6      | 38,6      |

26,2% mieszkańców gminy zadeklarowało się w spisie powszechnym w 2011 roku jako Niemcy.
W spisie powszechnym w 2021 roku 17,96% mieszkańców zadeklarowało narodowość niemiecką, 13,94% narodowość śląska, 0,40% narodowość ukraińską, natomiast 0,03% mieszkańców pozostaje bez ustalonej narodowości.

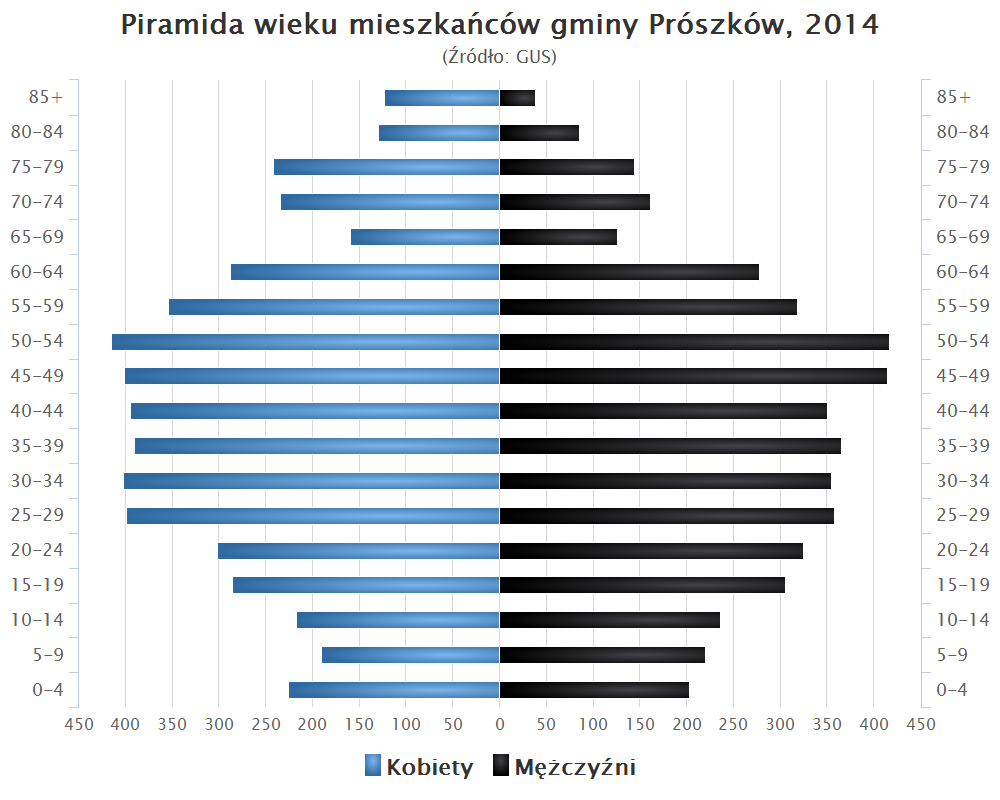
Piramida wieku mieszkańców gminy Prószków w 2014 roku

## Miejscowości
- Boguszyce/Boguschütz,
- Chrząszczyce/Chrzumczütz,
- Chrzowice/Chrzowitz,
- Folwark/Follwark,
- Górki/Gorek,
- Jaśkowice/Jaschkowitz,
- Ligota Prószkowska/Ellguth Proskau,
- Nowa Kuźnia/Neuhammer,
- Prószków/Proskau
- Przysiecz/Przyschetz,
- Zimnice Małe/Klein Schimnitz,
- Zimnice Wielkie/Gross Schimnitz,
- Złotniki/Zlattnik,
- Źlinice/Zlönitz.

## Sąsiednie gminy
Biała, Komprachcice, Korfantów, Krapkowice, Opole, Strzeleczki, Tarnów Opolski, Tułowice